# شهرستان العشا
بخش ال اشاه یک ناحیه در یمن است که در استان عمران واقع شده‌است.

## خصوصیات
بخش ال اشاه ۴۳٬۸۵۹ نفر جمعیت دارد.